# Kossowa
Kossowa – wieś w Polsce położona w województwie małopolskim, w powiecie wadowickim, w gminie Brzeźnica.

## Położenie
Miejscowość położona na Pogórzu Wielickim, na wysokości 280 m n.p.m., przy drodze Gliwice - Kraków, na odcinku Kraków - Zator (droga krajowa nr 44).
W latach 1975−1998 miejscowość administracyjnie należała do województwa bielskiego.

## Nazwa
Nazwę miejscowości w obecnej formie Kossowa wymienia w latach 1470–1480 Jan Długosz w księdze Liber beneficiorum dioecesis Cracoviensis.

### Historia
- Założona w XIII w., w roku 1353 własność stolnika Dzierżka ze Stogniewic.
- W latach 1426–1616 własność rodziny Porębskich h. Nabram.
- W roku 1743 został wybudowany modrzewiowy dwór przez Annę Tęgoborską, spokrewnioną z Żydowskimi i Paprockimi.
- Ostatnim, przedwojennym właścicielem majątku był dr Zygmunt Władysław Jaworski, w roku 1908 wybudował nowy budynek dworu (istniejący do dziś).

## Zabytki
Obiekt wpisany do rejestru zabytków nieruchomych województwa małopolskiego.
- Park dworski z jarem.

## Osoby związane z miejscowością
- Aleksander Wybranowski – pisarz opisujący życie szlachty, jak również depozytariusz Archiwum Kossowskiego.